# Marie-Thérèse Walter
Marie-Thérèse Walter (13. července 1909 Le Perreux – 20. října 1977 Juan-les-Pins) byla francouzská modelka a v letech 1927–1935 partnerka Pabla Picassa, s nímž měla dceru Mayu Widmaier-Picasso.

## Život
Narodila se v Le Perreux ve Francii.

### Vztah s Picassem (1927–1936)
Walter se poprvé setkala s Picassem 8. ledna 1927 před Galeries Lafayette v Paříži, ačkoli dle jiné verze se setkali již v lednu 1925 na Gare Saint-Lazare v Paříži. Picasso byl v té době ženatý s Olgou Chochlovou, ukrajinskou baletkou, s níž měl pětiletého syna Paula. Když začal její vztah s Picassem, kterému bylo 45 let, Walterové bylo teprve 17 let. Vztah byl tajemstvím, které Picasso tajil před svou ženou až do roku 1935. Od roku 1927 Walter žila blízko Picassovy rodiny, která bydlela v bytě na Rue La Boétie, který jim poskytl soused, rodinný přítel a obchodník s uměním Paul Rosenberg; od roku 1930 bydlela naproti přes ulici v čísle 44. V červenci 1930 Picasso koupil hrad v Boisgeloup blízko Gisors v Normandii, který užíval především jako své sochařské studio. Walter se stala neviditelným stínem rodiny a byla také Picassovou múzou a modelkou pro jeho malby a sochy.

### Poslední roky s Picassem (1935–1940)
V roce 1935 otěhotněla. Když se Picassova manželka dozvěděla, že její manžel měl dlouhodobý vztah se ženou, která je těhotná, ihned manžela opustila a i se synem se přestěhovala do Jižní Francie. Picasso a Chochlova se nikdy nerozvedli. Ačkoli to byl Picassův záměr a zjišťoval právní možnosti, Chochlova byla zatrpkle proti. Místo toho zabavila jeho práce do doby, dokud se nedohodli, že jí bude do konce života platit velké výživné. Až do smrti Chochlové v roce 1955 žili odděleně.
Dne 5. září 1935 se Picassovi a Walterové narodila dcera María de la Concepción, zvaná Maya. Walter s dcerou zůstaly od 25. března do 14. května 1936 s Picassem v Juan-les-Pins na jihu Francie a poté v Le Tremblay-sur-Mauldre, 25 kilometrů od Versailles, kde je Picasso navštěvoval o víkendech a někdy si hrával s dcerou i ve všední dny. Maya také stála modelem pro některé z Picassových obrazů, včetně obrazu Maya s panenkou (1938).
Walter na Picassa začala žárlit, když se v roce 1935 zamiloval Dory Maarové, surrealistické fotografky, která Picassovi stála modelem. Jednou se prý obě ženy setkaly v Picassově studiu, když maloval obraz Guernica. Když na to byl Picasso později dotázán, údajně poznamenal, že byl s touto situací poměrně spokojený, a když obě ženy naléhaly aby si vybral, řekl že si to budou muset vybojovat mezi sebou, načež spolu začaly zápasit. Historik umění a Picassův přítel John Pichardson však uvedl, že tato historka nebyla skutečná: Dora Maar i Picasso mu řekli, že se nic takového nestalo.
Zatímco Doru Maarovou Picasso ve svých dílech zobrazoval v tmavých barvách jako Plačící ženu, Walterovou maloval naopak světlou a blonďatou.

### Pozdější život a smrt
V roce 1940 se Walter a Maya přestěhovaly do Paříže na Boulevard Henri IV čp. 1, neboť dům v Le Tremblay-sur-Mauldre byl obsazen během 2. světové války. Picasso Walterovou i dceru finančně podporoval, ale nikdy se s ní neoženil.
Dne 20. října 1977, čtyři roky po Picassově smrti, spáchala sebevraždu v Juan-les-Pins v jižní Francii. Její dcera Maya měla tři děti. Jedno z nich, syn Olivier Widmaier Picasso, vydal biografii svého slavného dědečka s titulem Picasso: The Real Family Story („Picasso: Skutečný rodinný příběh“).

## Picassovy portréty Marie-Thérèse Walterové (výběr)
- The Red Armchair (1931)
- Bust of a Woman (Marie-Thérèse) (1931)
- Woman with Yellow Hair (1931)
- Femme endormie (1931)
- La Lecture (1932)
- Le Repos (1932)
- Girl before a Mirror (1932)
- The Dream (1932)
- Nude, Green Leaves and Bust (1932)
- Nude in a Black Armchair (1932)
- Nude Woman Reclining (1932)
- Two Girls Reading (1934)
- Portrait of Marie-Thérèse Walter with Garland (1937)
- Seated Woman, Portrait of Marie-Thérèse Walter (1937)
- Woman in Hat and Fur Collar (1937)
- Femme au béret et à la robe quadrillée (Marie-Thérèse Walter) (1937)
- Marie-Thérèse Leaning on One Elbow (1939)
- často je zpodobněna v cyklu leptů Vollard Suite (1930–1937)

## V kultuře
Walterovou zpodobnila herečka Susannah Harker ve filmu Přežila jsem Picassa (1996) a také herečka Poppy Delevingne v televizním seriálu Génius (2018), jehož druhá sezóna se věnuje Picassovu životu.